# Вера, Педро де
Дон Педро де Вера (исп. Pedro de Vera; 1430 год, Херес-де-ла-Фронтера — 1505 год, там же) — испанский военачальник, завоеватель Канарских островов, известный своими дарованиями и зверством.

## Биография
Родился в 1430 году в городе Херес-де-ла-Фронтера; был в родстве со знатнейшими андалузскими домами. Отличился храбростью в междоусобной войне в Андалузии. Фердинанд и Изабелла, опасавшиеся воинственного и предриимчивого де Веры, послали его, в звании генерал-капитана, на остров Гран-Канария для полного покорения Канарских островов. Вера с горстью людей разбил туземцев — гуанчей, и новыми победами покорял один остров за другим.
Вера выписал с острова Мадейры стебли сахарного тростника и насадил их в Канарии.
Прославился неслыханными жестокостями: за возмущение острова Гомеры против их жестокого губернатора Эрнана Перасы (es:Hernán Peraza), де Вера осудил всех островитян мужского пола старше 15 лет на смертную казнь. Их мучили, топили, вешали и четвертовали. Женщин и детей продали в рабство.
Фердинанд и Изабелла отозвали Веру в Испанию и вверили ему в 1492 году отряд войск против мавров после сдачи Гренады.
Позже он был вновь назначен генерал-губернатором Канарских островов, но из-за преклонного возраста не смог туда уехать и умер несколько лет спустя в Хересе и был погребён в Доминиканском монастыре.